# Bathypogon calabyi
Bathypogon calabyi là một loài ruồi trong họ Asilidae. Bathypogon calabyi được Hull miêu tả năm 1958. Loài này phân bố ở miền Australasia.